# A la manera d'en Cutter
A la manera d'en Cutter (títol original:Cutter's Way) és una pel·lícula estatunidenca dirigida per Ivan Passar, estrenada l'any 1981. Ha estat doblada al català.

## Argument
Alex Cutter ha quedat traumatitzat després de la guerra del Vietnam. La seva discapacitat ha arruïnat la seva vida professional i afectiva. El seu amic Richard presencia un homicidi i creu reconèixer l'assassí. Però aquest és sospitós. Els dos companys portaran la investigació.

## Repartiment
- Jeff Bridges: Richard Bone
- John Heard: Alex Cutter
- Lisa Eichhorn: Maureen "Mo" Cutter
- Ann Dusenberry: Valerie Duran
- Stephen Elliott: J. J. Cord
- Arthur Rosenberg: George Swanson
- Nina van Pallandt: dona casada de l'hotel
- Patricia Donahue: Mme Cord
- Geraldine Baron: Susie Swanson
- Katherine Pass: Toyota Woman
- Francis X. McCarthy: Toyota Man
- George Planco: Toyota Cop
- Jay Fletcher: agent de seguretat
- George Dickerson: Mortician
- Jack Murdock: Concessionari
- Essex Smith: Black #1
- Rod Gist: Black #2
- Leonard Lightfoot: Black #3
- Julia Duffy: jove
- Randy Shepard: jove
- Roy Hollis: Working Stiff
- Jonathan Terry: capità de policia
- William Pelt: inspector #1
- Ron Marcroft: inspector #2
- Ted White: guàrdia #1
- Tony Epper: guàrdia #2
- Andy Epper: guàrdia #3
- Chris Howell: guàrdia #4
- H.P. Evetts: guàrdia #5
- Ron Burke: guàrdia #6

## Premi
- Premi Edgar-Allan-Poe al millor guió